# Ahmed Nabil
Ahmed Nabil (arabe : أحمد نبيل), plus connu sous le nom de Manga, est un joueur de football égyptien né le 3 octobre 1991 en Égypte, qui évolue actuellement à Al Ahly.

## Biographie
Ahmed Nabil participe à la Coupe d'Afrique des nations junior 2011 puis à la Coupe du monde des moins de 20 ans 2011 avec l'équipe d’Égypte.

## Palmarès

### En club
- Al Ahly
  - Champion d'Égypte en 2010 et 2011